# Az élő hajléktalanok éjszakája
Az élő hajléktalanok éjszakája (Night of the Living Homeless) a South Park című animációs sorozat 160. része (a 11. évad 7. epizódja). Elsőként 2007. április 18-án sugározták az Amerikai Egyesült Államokban. Magyarországon 2008. június 13-án mutatta be az MTV.

## Cselekmény
|  | Alább a cselekmény részletei következnek! |

South Park városában egyre jobban megnövekszik a hajléktalanok száma. A gyerekek nem tudnak kosárlabdázni, mert a hontalanok a pályát is elfoglalták, ezért Kyle Broflovski az javasolja, tegyenek valamit az ügy megoldása érdekében. Eric Cartman bejelenti, hogy gördeszkával átugratja az alvó hajléktalanokat és azt állítja, ez Kyle ötlete volt. A hajléktalan-probléma megoldását a városi tanács tagjai is szorgalmazzák, de csupán képtelenebbnél képtelenebb javaslatokkal tudnak előállni. Egy jelenlévő szakértő szerint nem szabad nekik adni semmit és akkor hamar továbbállnak.
Kyle megsajnálja az egyik hontalan férfit, és nekiadja azt a húsz dollárt, melyből egy Xboxot akart vásárolni. A hajléktalan azonban tudomást sem véve a gesztusról újabb pénzt követel és Kyle adományának hatására még több hajléktalan szállja meg a várost, aprópénzt követelve a lakosoktól. Randy Marsh, Gerald Broflovski, Jimbo Kern valamint a Stotch házaspár a hajléktalanokkal körülvett művelődési ház tetején reked és nem tudnak segítséget kérni. Gerald megpróbál kitörni, hogy elérje a buszmegállót, de útközben az összes buszjegyre szánt pénzét elosztogatja és ő maga is aprót kezd el kéregetni.
Cartmanék eközben megoldást keresnek a problémára és ellátogatnak a hajléktalansággal foglalkozó szakértőhöz, aki felvilágosítja őket, hogy a közeli Evergreen városában korábban már sikeresen megoldották a hajléktalan-kérdést azt a tanácsot kapják, hogy menjenek el Evergreenbe, hogy megtudják, hogy szabadultak meg ott a hajléktalanproblémától. A háztetőn ragadt felnőttekhez ezalatt újabb „túlélők” csatlakoznak. Egyikük, Glenn rájön, hogy a hajléktalanok tömeges megjelenése miatt elveszítette házát és hontalanná vált. Mikor pénzt kezd el kérni a többiektől, Randy egy vadászpuskával lelövi.
A gyerekek eljutnak Evergreenbe, amely teljesen romos állapotban van, a néhány életben lévő lakos pedig felfegyverkezve fogadja őket. Egyikük azonban felismeri Cartmant, aki állítólag „harminc hajléktalant ugrott át gördeszkával”. Kyle egy prospektusból rájön, hogy a helyiek a hajléktalanokat South Parkba küldték, így szabadultak meg tőlük. Hamarosan a paranoiássá vált túlélők között lövöldözés tör ki, melyben mindannyian életüket vesztik. A főszereplő fiúk rádöbbennek, ha nem tesznek valamit, városuk is hasonló sorsra jut.
South Parkba visszatérve a gyerekek átalakítanak egy buszt, hogy szüleiket megmentsék. A művelődési házhoz hajtanak és a „California Love” című dal egy módosított változatát kezdik el énekelni, melyben Kalifornia előnyeit vázolják fel a hajléktalanok előtt, majd a busszal odavezetik őket. Mielőtt barátaival hazatérne South Parkba, az epizód legvégén Cartman még gördeszkával átugrat három hajléktalant.

## Utalások
- Az epizód (beleértve a címét, a közösségi ház tetején rekedt embereket és az átalakított buszt, amellyel a mentésükre indulnak) a Holtak hajnala című film paródiája.
- A rész végén a gyerekek Tupac Shakur és Dr. Dre „California love” című dalt éneklik. A dalszövegben ez is elhangzik: „Van egy város, a neve Venice. Matt házánál megpihenhet mind a hontalan”. Venice városában található Matt Stone, a South Park egyik alkotójának háza.